# F.C. Afon Novy Afon
F.C. Afon Novy Afon là một câu lạc bộ bóng đá ở thành phố Novy Afon, Abkhazia thi đấu tại Giải bóng đá Ngoại hạng Abkhazia.

## Lịch sử
Câu lạc bộ Afon Novy Afon thành lập năm 2005 tại thành phố Novy Afon ở Abkhazia, và liên kết với Liên đoàn bóng đá Abkhazia.

## Danh hiệu
- Giải bóng đá Ngoại hạng Abkhazia (3) [2] [3]
- Siêu cúp bóng đá Abkhazia (3) [4]